# Medalia „Pentru muncă deosebită” (Transnistria)

Medalia "Pentru muncă deosebită"

Reversul medaliei "Pentru muncă deosebită"

Medalia "Pentru muncă deosebită" (în rusă Медаль "За отличие в труде") este una dintre decorațiile auto-proclamatei Republici Moldovenești Nistrene. Ea a fost înființată prin decret 03.05.2007 al președintelui RMN, Igor Smirnov.

## Statut
1. Cu Medalia "Pentru muncă deosebită" sunt decorați cetățenii Republicii Moldovenești Nistrene care au obținut rezultate înalte în domeniile:
a) industrie, agricultură, construcții, transport, sfera administrativă, știință, educație, cultură și artă, dezvoltarea educației fizice și a sportului, protecția mediului înconjurător, protejarea sănăptății populației și în alte domenii de activitate lucrativă;
b) administrație publică;
c) întărirea capacității de apărare, a securității naționale, apărarea legii și a ordinii publice și lupta cu infracționalitatea.
2. Cu Medalia "Pentru muncă deosebită" pot fi decorați și cei care nu sunt cetățeni ai Republicii Moldovenești Nistrene. 
3. Medalia "Pentru muncă deosebită" se poartă pe partea stângă a pieptului și când deținătorul are și alte medalii, este aranjată după Medalia "Pentru muncă susținută".

## Descriere
Medalia "Pentru muncă deosebită" are formă de cerc cu diametrul de 33 mm și este confecționată din alamă (pinchbeck). Ambele fețe ale medaliei sunt mărginite de borduri cu lățimea de 0,5 mm. Pe aversul medaliei, în centru, se află stema Republicii Moldovenești Nistrene, înconjurată de o margine rotundă convexă, formând un cerc cu diametrul de 17 mm. În partea stângă marginii medaliei se află o ramură de lauri, iar în partea dreaptă se află dispusă în arc de cerc inscripția "ЗА ОТЛИЧИЕ В ТРУДЕ" ("Pentru muncă deosebită"). În partea de jos a medaliei, între inscripție și ramura de lauri este o bandă cu margini îndoite și pe care se află înscrise literele "ПМР", acoperite cu email verde. 
Reversul medaliei are margini convexe și suprafață granulată în relief. Se află aici o inscripție convexă în relief pe trei linii: "Приднестровская Молдавская Республика", orientată înspre partea dreaptă. În partea stângă și sub inscripție de află o ramură de lauri. 
Medalia este prinsă printr-o ureche de o panglică pentagonală de mătase lucioasă, având o lățime de 24 mm. În mijloc se află o bandă verde cu lățime de 4 mm, apoi pornind spre cele două margini sunt două benzi roșii de câte 8 mm și o bandă galbenă de 1 mm între ele. În margini se află câte o bandă verde de 2 mm fiecare. Pe reversul panglicii se află o agrafă pentru prinderea decorației de haine.